# 约瑟夫·卡约
约瑟夫-马里-奥古斯特·卡约（法語：Joseph-Marie–Auguste Caillaux，法語發音：[ʒɔzɛf kajo]；1863年3月30日—1944年11月22日），法国第三共和国一个主要的政治家。国家征收所得税的早期支持者，后因反对第一次世界大战，1920年以叛国罪入狱。

## 生平
约瑟夫·卡约出生于卢瓦尔河地区萨尔特省勒芒，其父欧仁·卡约曾两度任保守派部长。在政治科学学院学习法律和文学，1886年获法学学士学位。后入财政部任财政副监督官，1888年在阿尔及尔担任财政监督官。在1898年作为共和党候选人竞选萨尔特省众议员，以12929票对11737票击败拉罗什富科-比萨恰公爵(Duc de la Rochefoucault-Bisaccia)当选为众议员。因具有理财家的名声，两次被任命担任瓦尔德克-卢梭和克列孟梭内阁的财政部长（1899—1902、1906—1909）。他实行国家征收所得税等财政政策改革，尽管他试图征收所得税未果，但其他一些重要财政革却取得了成功。
1911年6月27日卡约出任总理，作为激进党的领导人，他赞成与德国的绥靖政策，为了解决1911年的第二次摩洛哥危机，在未知会法利埃总统的情况下，卡约政府暗中与德国谈判，达成一项协议，即：北非地区由法国保护，中非让与德国。这一妥协方案被揭露后，他受到舆论的猛烈抨击，卡约最终于1912年1月11日被迫辞职。
第一次世界大战爆发后，卡约的政治立场向左转，他站在反对派立场坦率陈词。由于这一点以及同德国机构中朋友的交往，他受到叛国的指控。1917年12月22日，他的议员豁免权被取消，1918年1月4日被捕，1920年2月受审时，查明他并无叛国罪行，只判有“妨碍国家外部安全”罪，被剥夺公民权10年。1924年7月14日获得赦免。
1925年4月保罗·潘勒韦任命他为财政部长，1927年1月被选入参议院。作为财政委员会主席，他很快就成为参议院中的关键人物。1935年6月1日—7日曾短期回财政部任部长。他支持达拉第1938年—1939年与希特勒的谈判。1940年法国崩溃，他退隐家园，拒绝支持维希政府。1944年去世，葬于巴黎拉雪兹神父公墓。

## 卡约内阁, 1911年6月27日 – 1912年1月11日
- 约瑟夫·卡约 – 总理兼内政和宗教崇拜部长
- 朱斯坦·德·塞尔维(Justin de Selves) – 外交部长
- 阿道夫·梅西米(Adolphe Messimy) – 陆军部长
- 路易-卢西安·克洛茨(Louis-Lucien Klotz) – 财政部长
- 勒内·雷努尔(René Renoult) – 劳工和社会保障部长
- 让·克鲁皮(Jean Cruppi) – 司法部长
- 泰奥菲勒·德尔卡塞 – 海军部长
- 特奥多·斯梯格(Théodore Steeg) – 公共教育和文化部长
- 朱尔·帕姆斯(Jules Pams) – 农业部长
- 阿尔贝·勒布伦 – 殖民地部长
- 维克多·奥加尼厄(Victor Augagneur) – 公共工程、邮政和电报部长
- 莫里斯·库伊巴(Maurice Couyba) – 工商部长

## 著作
- The Fiscal Question in France, King, 1900.
- Whither France? Whither Europe?, T Fisher Unwin, 1923.

### 文章
- "Economics and Politics in Europe," （页面存档备份，存于） Foreign Affairs, Vol. 1, No. 2, Dec. 15, 1922.
- "France's Needs and Europe's Danger," （页面存档备份，存于） The Living Age, February 10, 1923.
- "'Destiny Has Changed Horses'," （页面存档备份，存于） The Living Age, October 4, 1924.
- "A United States of Europe," （页面存档备份，存于） The Living Age, June 6, 1925.
- "A Gospel of Firmness and Vigor," （页面存档备份，存于） The Living Age, July 31, 1926.
- "Whither is Civilisation Drifting?," The Windsor Magazine, Vol. LXX, June/November 1929.

## 延伸阅读
- Binion, Rudolph. Defeated leaders; the Political Fate of Caillaux, Jouvenel, and Tardieu, Columbia University Press, 1960.
- Cooke, W. Henry. "Joseph Caillaux, Statesman of the Third Republic," Pacific Historical Review, Vol. 13, No. 3, Sep., 1944.
- Gibbons, Herbert Adams. "The Case Against Caillaux." In France and Ourselves: Interpretative Studies, Chap. VIII, The Century Co., 1920.
- Hamilton, Keith A. "The 'Wild Talk' of Joseph Caillaux: A Sequel to the Agadir Crisis," The International History Review, Vol. 9, No. 2, May, 1987.
- Johnston, Charles. "Caillaux's Secret Power Through French Masonry," The New York Times, February 24, 1918.
- Latzarus, Louis. "Joseph Caillaux: A Character Sketch," （页面存档备份，存于） The Living Age, December 6, 1919.
- Lauzanne, Stephane. "A Lost Force: M. Joseph Caillaux," （页面存档备份，存于） The Forum, January 1923.
- Raphael, John. The Caillaux Drama, Max Goschen Ltd., 1914.
- Seager, Frederic. "Joseph Caillaux as Premier, 1911-1912: The Dilemma of a Liberal Reformer," French Historical Studies, Vol. 11, No. 2, Autumn, 1979.
- "The Road to Peace: An Interview," （页面存档备份，存于） The Living Age, March 8, 1924.